# Andrena tadorna
Andrena tadorna är en biart som beskrevs av Warncke 1974. Andrena tadorna ingår i släktet sandbin, och familjen grävbin. Inga underarter finns listade i Catalogue of Life.